# George Ackerley
George Ackerley (1887–1958) là một cầu thủ bóng đá người Anh từng thi đấu ở Football League cho Liverpool và Leeds City.